# 신대양제지
신대양제지 주식회사는 대양의 계열사이자 대한민국의 제지 기업이다. 대양그룹의 핵심 계열사이며, 동시에 대양그룹 내에서 지주사 역할을 하고 있다.

## 지배구조
자기 주식이며 26.67%이며 권 회장을 비롯해 세 자녀와 부인 총 5명이 사내이사로 사외이사가 이사회 과반수에 못 미치는 3명이라서 이사회가 제대로 된 기능을 수행하지 못하고 있다.